# الانتخابات الرئاسية الموريتانية 2024
أجريت الانتخابات الرئاسية في موريتانيا في 29 يونيو 2024، مع احتمال إجراء جولة ثانية في 14 يوليو. فاز الرئيس الحالي محمد ولد الغزواني بإعادة انتخابه لفترة ولايته الثانية والأخيرة كرئيس، مما زاد من حصته من الأصوات بأربع 

## النتائج
| المرشح                          | المرشح                             | الحزب                                             | الأصوات   | %      |
| ------------------------------- | ---------------------------------- | ------------------------------------------------- | --------- | ------ |
|                                 | محمد ولد الغزواني                  | الإنصاف                                           | 554٬956   | 56.12  |
|                                 | بيرام ولد عبيدي                    | قطب التناوب الديمقراطي                            | 218٬546   | 22.10  |
|                                 | حمادي ولد السيد مختار              | التجمع الوطني للإصلاح والتنمية                    | 126٬340   | 12.78  |
|                                 | العيد محمدين مبارك                 | الجبهة الجمهورية للوحدة والديمقراطية              | 35٬288    | 3.57   |
|                                 | Mamadou Bocar Ba                   | التحالف من أجل العدالة والديمقراطية/ حركة التجديد | 23٬617    | 2.39   |
|                                 | Outouma Antoine Souleimane Soumaré | مستقل                                             | 20٬360    | 2.06   |
|                                 | محمد لمين المرتجي الوافي           | مستقل                                             | 9٬722     | 0.98   |
| المجموع                         | المجموع                            | المجموع                                           | 988٬829   | 100.00 |
|                                 |                                    |                                                   |           |        |
| الأصوات الصحيحة                 | الأصوات الصحيحة                    | الأصوات الصحيحة                                   | 988٬829   | 92.05  |
| الأصوات الباطلة                 | الأصوات الباطلة                    | الأصوات الباطلة                                   | 53٬787    | 5.01   |
| الأصوات الفارغة                 | الأصوات الفارغة                    | الأصوات الفارغة                                   | 31٬608    | 2.94   |
| مجموع الأصوات                   | مجموع الأصوات                      | مجموع الأصوات                                     | 1٬074٬224 | 100.00 |
| الناخبين المسجلين ومعدل الإقبال | الناخبين المسجلين ومعدل الإقبال    | الناخبين المسجلين ومعدل الإقبال                   | 1٬939٬344 | 55.39  |

## ردود الفعل
بعد أن أظهرت النتائج الأولية تقدم الغزواني في الانتخابات، قال الداه عبيد إنه لن يعترف بنتائج «لجنة الغزواني» وسينظم مظاهرات «سلمية" في الشوارع». وقال متحدث باسم لجنة الانتخابات الموريتانية إنها لم تسجل أي مخالفات أو شكاوى بشأن التصويت.
في الثاني من يوليو / تموز، قُتل ثلاثة أشخاص خلال اشتباكات بين قوات الأمن والمحتجين الذين تظاهروا ضد نتائج الانتخابات في كيهيدي، ما دفع السلطات إلى وقف خدمات الإنترنت عبر الهاتف المحمول في جميع أنحاء البلاد. كما نُظمت احتجاجات في نواذيبو وروصو وزويرات وبوغي.